# Корунд
Кору́нд — поширений мінерал класу оксидів та гідроксидів, оксид алюмінію шаруватої будови. Прозорі різновиди — дорогоцінний камінь , непрозорі — абразивний матеріал.

## Історія та етимологія
Напевно, перша згадка про мінерал, який сьогодні відомий як корунд, походить від Плінія Старшого. У 37-й книзі його Naturalis historia він розповідає про «Адамас Сідерите», який, швидше за все, є корундом. Назва «Корунд» походить від санскритського курундаму або курнатма குருந்தம் або курвуіндам або курувінда குருவிந்தம், що фактично означало рубін. Це також може означати високу твердість мінералу. 
Термін Corinvindum вперше використав англійський геолог Джон Вудворд (1665–1728) у 1719 
У 1794 р. ірландський хімік Річард Кірван (1733–1812) використав англійський варіант написання назви Corundum, який діє й сьогодні
Інша можливість виведення — з давньоіндійського слова Каурунтака, з яким Альфред Хільбрандтт пов'язує «Топаз» певного відтінку.

## Загальний опис
Хімічна формула: Al2O3.
Містить (%): Al — 52,91; O — 47,09.
Домішки: Cr, Fe, Ti, Mn, Si.
Сингонія тригональна.
Густина 4.
Твердість 9 (за шкалою Мосса).
Синювато- або жовтувато-сірого кольору.
Прозорі відміни забарвленні в червоний (рубін), синій (сапфір), жовтий (східний топаз) та інші кольори.
Блиск скляний.
Дорогоцінний камінь.
Утворюється в гранітних пегматитах у зв'язку з їх десиліфікацією (десилікацією), а також у контактово метасоматичних комплексах. На поверхні стійкий і утворює розсипи. Непрозорі відміни використовують як абразивний матеріал.
Асоціація: андезин, олігоклаз, нефелін, скаполіт (сієніти); шпінель, рутил, хондродит,
рогова обманка, флогопіт, кальцит (метаморфізовані вапняки); кіаніт, силіманіт, дюмортьєрит,
хлорит (сланці); гранат, шпінель, флогопіт, омфацитовий клінопіроксен, графіт, алмаз.

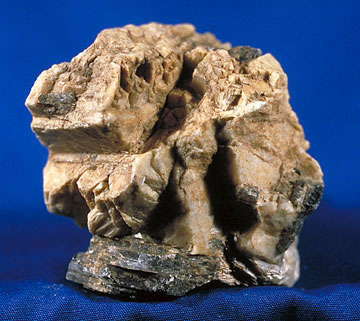
Корунд
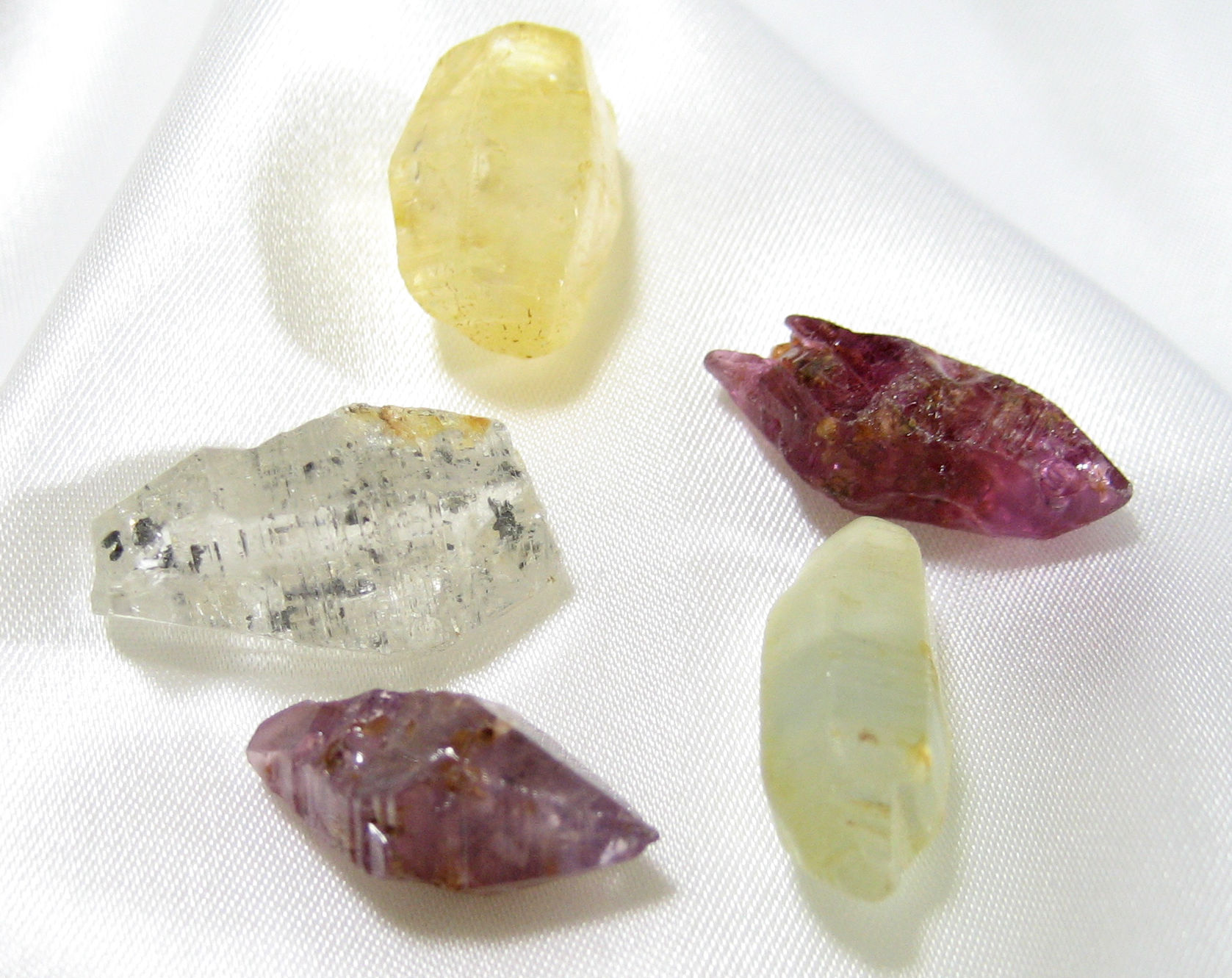
Кристали корунду
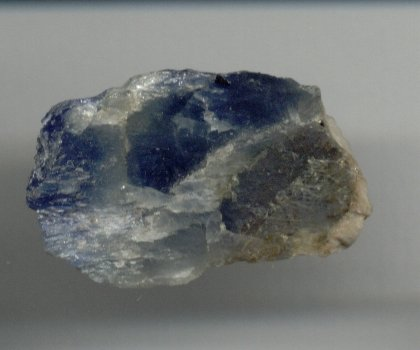
Корунд з Бразилії. Розмір мінерала 2-3 см
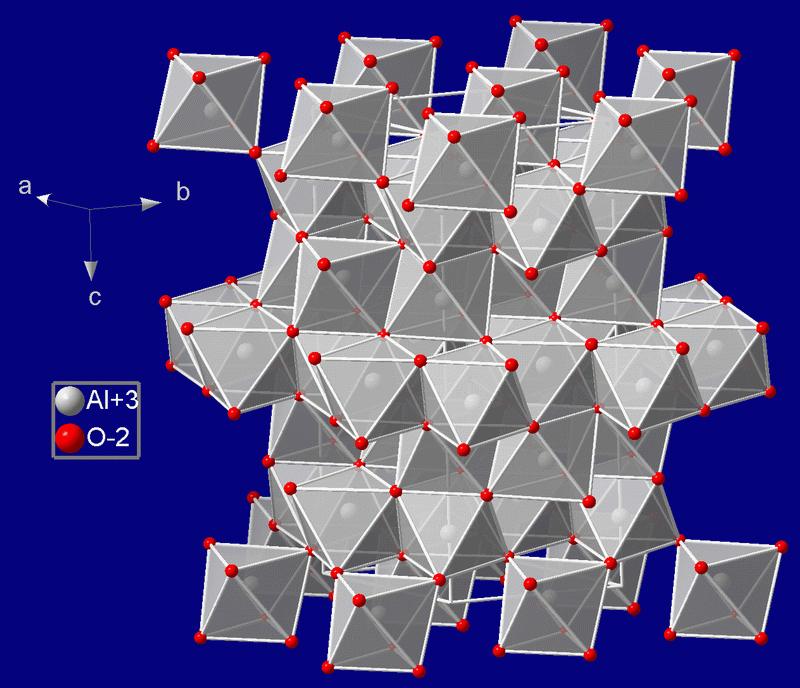
Кристалічна структура корунду
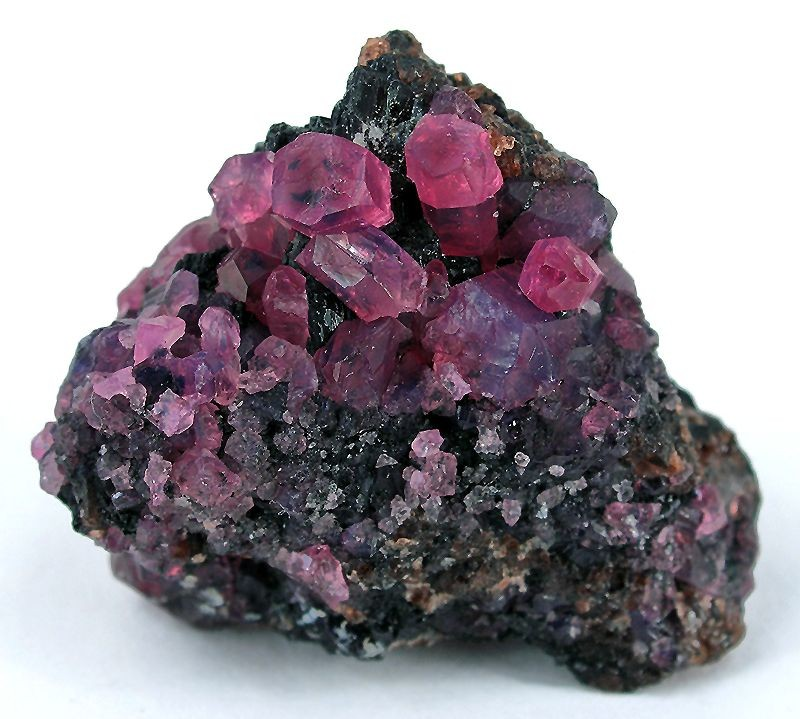
Корунд

## Різновиди
Корунд як мінеральний вид має такі різновиди:
- Рубін, «червоний яхонт» — червоного кольору; дорогоцінний камінь І категорії, ціна прозорих добре забарвлених екземплярів буває більшою, ніж у алмазів. Рубіни кольору «голубина кров» з М'янми (з долини Могок та провінції Монг-Шу) — найдорожчі.
- Сапфір, «синій яхонт» — синього кольору різної інтенсивності. При помірно-інтенсивному волошково-синьому забарвленні — дорогоцінний камінь І категорії, але цінується значно нижче за рубін. Дуже темні або занадто світлі сапфіри досить дешеві. Найкрасивіший і найцінніший колір: «Royal blue» інтенсивно насиченого синього кольору, за відтінком — середній між найтемнішим і найсвітлішим варіантом. За місцем походження найдорожчий з провінції Кашмір (Індія) внаслідок виснаження родовища та виняткової якості та кольору.
  - Жовтий
  - Зелений (застар. «східний смарагд»).
  - Поліхромний (може зустрічатися будь-яке поєднання кольорів). Дуже рідкісний та цінний.
  - Рожевий
  - фіолетовий (застар. «східний аметист»).
  - Чорний. Особливо цінний зірчастий різновид з 6 або 12 променями.
- Падпараджа є виключно сумішшю двох кольорів: помаранчевого і рожевого, тому рідкісний. Різні гематологічні лабораторії на той самий камінь можуть давати як висновок як «падпараджу», так і просто рожево-оранжевий.
- Зоряний рубін — екзотичний дорогоцінний камінь з ефектом астеризму, обробляється у вигляді кабошона.
- Лейкосапфір або «Східний алмаз» — безбарвний і прозорий корунд; недорогий дорогоцінний камінь.
- Простий корунд — непрозорий, крупно- або дрібнозернистий, сірого кольору. Іноді у великих непрозорих кристалах. Завдяки високій твердості його використовують як абразивний матеріал, через високу температуру плавлення використовується як вогнетривкий матеріал, а також при виготовленні емалей.
- Наждак — суцільна зерниста корундова порода сіро-чорного кольору з домішками гематиту, магнетиту та ін.
- Синтетичний корунд — проводиться термічною обробкою різної високоглиноземної сировини. Його бузково-рожеві різновиди називаються французькою трояндою або трояндою Франції.

## Розповсюдження
Корунд — полігенний мінерал. Акцесорний корунд приурочений до магматичних порід, їх пегматитів і лампрофірів (Хібіни та Ільменські гори, РФ; Могоу, М'янма та ін.).
Вкрапленики корунду (сапфіру) зустрічаються в лужних базальтоїдах (Таїланд, Австралія).
Пневматоліто-гідротермальні родовища корунду, пов'язані зі скарнованими мармурами, корундовими плагіоклазитами і слюдитами, зустрічаються в ультрабазитах і кальцифірах (Могоу, М'янма; Кашмір, Індія; Рай-Із і Борзовка, Урал, РФ). Метаморфогенні родовища корунду пов'язані з високоглиноземистими гнейсами і амфіболітами (джерела розсипів Шрі-Ланки, Індії, М'янми).
Великі родовища абразивного корунду приурочені до вторинних кварцитів (Семізбуги, Казахстан). Освоєно виробництво штучного корунду. 
У США штати Массачусетс, Нью-Йорк, Нью-Джерсі, Північна Кароліна, Джорджія, Монтана. Провінція Онтаріо, Канада.
На островах Наксос і Самос, Греція. Трансвааль, Південна Африка. Провінція Лагман,
Афганістан. Острів Мадагаскар. Сині, зелені та жовті дорогоцінні камені з: Чантхабурі та Трат, Таїланд. Квінсленд, Австралія. 
В Україні є в межах Українського щита.

## Цікавинки
Смірис (англ. smiris; нім. Smiris n) — те ж саме, що й корунд (G. Agricola, 1546). Згадується в книзі (курсах лекцій у Києво-Могилянській академії) Ф. Прокоповича «Про досконалі змішані неживі тіла — метали, камені та інші» (1705—1709 рр.).